# TimeSplitters 2
TimeSplitters 2 é um jogo eletrônico de tiro em primeira pessoa desenvolvido pela Free Radical Design e publicado pela Eidos para PlayStation 2, Xbox e GameCube. É a sequência de TimeSplitters.
Ele foi primeiramente lançado em outubro de 2002 na América do Norte e Europa, e depois foi lançado em 2003 no Japão.
TimeSplitters 2 possui um modo história com 10 níveis no qual o jogador assume o comando de um dos dois "marinheiros do tempo". O jogador deve parar a raça alienigina de TimeSplitters colecionando os cristais do tempo em vários períodos da história, passando do velho oeste ao século XXV. O modo história também pode ser jogado com dois jogadores em modo cooperativo. O jogo possui outros modos multiplayer.

## Jogabilidade

### Multiplayer
O jogo possui modos 4 modos multiplayer:
- Deathmatch — O jogador deve possuir o maior placar, baseado no número de inimigos matados;
- Team Deathmatch — Modo Deathmatch com até quatro times;
- Capture the Bag — O jogador deve roubar a mala do inimigo e levá-la para a base para ganhar pontos;
- BagTag — O jogador ou time deve manter a posse de uma mala o maior tempo possível durante a partida;
- Virus — O jogador deve fugir do inimigo que está infectado por um vírus verde.

## Recepção crítica
TimeSplitters 2 recebeu boas críticas e elogios. A GameSpot afirmou que "TimeSpliters 2 pode muito bem ser o melhor jogo de tiro em primeira-pessoa com multiplayer split-screen já criado". A IGN concluiu que o jogo foi "claramente o melhor tiro em primeira-pessoa multiplayer para PlayStation 2", mas comentou que a história não lhe chamou a atenção e pouco afeto foi criado entre os personagens e o jogador. A GameSpy criticou a ausência de jogabilidade online, mas elogiou a sua "ação imensa do deathmatch" e seu frame rate alto, e que "[TimeSplitters 2] é tudo o que você poderia querer de uma sequência". A revista Official U.S. PlayStation Magazine o elogiou como "facilmente um dos melhores jogos de tiro em primeira-pessoa afora em qualquer plataforma", mas chamou a ausênca de jogabilidade online de "crime".
A série TimeSplitters é frequentemente comparada ao jogo GoldenEye 007 de 1997, por suas diversas semelhanças e por terem sido desenvolvidos pelos mesmos criadores. Por exemplo, ambas as histórias de TimeSplitters 2 e GoldenEye começam em uma represa siberiana. Além disto, alguns dizem que o jogo tem bastante o sentimento ou a atmosfera de GoldenEye 007.

## Homefront: The Revolution
Dois níveis do jogo estão disponíveis para serem jogados dentro do jogo Homefront: The Revolution, através de um gabinete de arcade dentro do game, os níveis são Chicago e Sibéria.